# Allan Bloom
Allan David Bloom (Indianapolis, Indiana, 1930. szeptember 14. – Chicago, Illinois, 1992. október 7.) amerikai filozófus, klasszika-filológus, akadémikus. David Grene, Leo Strauss, Richard McKeon és Alexandre Kojève alatt tanult. Ezt követően a Cornell Egyetemen, a Torontói Egyetemen, a Yale Egyetemen, a Párizsi École Normale Supérieure-n és a Chicagói Egyetemen tanított. Bloom támogatta a Great Books oktatásának eszméjét, az 1987-ben megjelent, The Closing of the American Mindcímű bestseller könyvében kifejtett, az amerikai felsőoktatást kritizáló nézeteiért vált ismertté. Habár a populáris médiában konzervatívként jellemezték, Bloom tagadta, hogy konzervatív lenne, azt hangsúlyozva, hogy amit ő védeni kívánt, az az "elméleti élet".  Saul Bellow utolsó, Ravelstein című regényének főhősét Bloomról – barátjáról és kollégájáról a Chicagói Egyetemen – mintázta.

## Élete
Allan David Bloom 1930. szeptember 14-én született az Indiana állambeli Indianapolisban, második generációs ortodox zsidó szülők második gyermekeként. Nővére, Lucille két évvel idősebb nála. Nagyszülei eredetileg Philadelphiába vándoroltak be, azonban szülei már Indianapolisban telepedtek le. A szülők, akik szociális munkásként a közösségi élet javításán fáradoztak, egyszerűen nevelték, szilárd értékrendet adtak át neki. Tizenhat éves koráig az indianapolisi állami iskolarendszerben tanult. Tizenhárom éves korában a Reader's Digest című lapban olvasott a Chicagói Egyetemről, és közölte szüleivel, hogy ott szeretne továbbtanulni. Ők ezt irracionális elképzelésnek ítélték, és nem támogatták ezen tervét. Azonban 1946-ban, 16 éves korában családjával együtt Chicagóba költöztek, ahol a szülők találkoztak egy családi baráttal, akinek a fia a Chicagói Egyetem tehetséges fiataloknak meghirdetett programjának keretében tanult az egyetemen. Bloom is felvételt nyert a programba, így 1946-tól a Chicagói Egyetemen tanult. 1949-ben szerezte meg a BA, 1953-ban pedig az MA diplomáját. Az alapképzés során együtt tanult Seth Benardete-tel és Stanley Rosennel. Mesterképzése – melyet a Committee on Social Thought elnevezésű interdiszciplináris program keretében végzett – alatt a klasszika-filológus David Grene tutorálta, aki később elhivatott, energetikus és humoros, azonban konkrét karriertervvel nem rendelkező diákként emlékezett vissza rá. 1953 és 1955 között a párizsi École normale supérieure-ön, ahol Alexandre Kojève-től tanult, illetve tanított is. 1955-ben szerezte meg Ph.D. fokozatát, szintén a Committee of Social Thought tagjaként. Disszertációját Iszokratész politikai filozófiájából írta. Tanulmányai során számos nagy gondolkodóval tanult együtt, akik közül a legnagyobb hatással talán Leo Strauss volt rá. 1957-ben a Németországban található Heidelbergben folytatott tanulmányokat. 
1955-ben kezdett el tanítani a Chicagói Egyetemen, felnőttoktatásban résztvevőket, barátjával Werner J. Dannhauserrel, aki a Nietzsche's View on Socrates szerzője. 1960-tól 1963-ig aYale Egyetemen, ezután 1963-tól 1970-ig a Cornell Egyetemen. 1970-ben vendégprofesszor volt az izraeli Tel-avivi Egyetemen, majd 1970-től 1979-ig a Torontói Egyetemen tanított. Ezután 1979-től 1992-ben bekövetkezett haláláig ismét a Chicagói Egyetem professzora volt. Bloom sosem házasodott meg, máig kérdéses, hogy homoszexuális volt-e. 1992. október 7-én, 62 éves korában hunyt el a Chicagói Egyetem Bernard Mitchell Kórházában gyomorfekély okozta vérzés, illetve májelégtelenség következtében.

## Munkássága
Bloom filozófiai nézeteit nehéz egyértelműen kategorizálni, azonban összes munkájában megjelenik, így összekötő kapocsként szolgál, hogy erősen foglalkoztatta az élet filozófiai megközelítésének megőrzése a későbbi generációk számára. Ezt akadémiai (pl.: Platón: Állam fordítása, elemzése), illetve széles rétegeknek szánt (pl.: The Closing of the American Mind) művein keresztül igyekezett elősegíteni. Művei, illetve fordításai az eladott példányszám szerinti sorrendben a következők:
1. The Closing of the American Mind
2. Plato's Republic (fordítás)
3. Emile: Or on education (fordítás)
4. Love and Friendship
5. Introduction to the Reading of Hegel: Lectures on the Phemenology of Spirit
6. Shakespeare's Politics (with Harry V. Jaffa)
7. Politics and the Arts (fordítás)
8. Xenophon's Socrates (with Strauss)

### The Closing of the American Mind[3]
A The Closing of the American Mind 1987-ben jelent meg. A műben Bloom azon véleményét fejti ki, miszerint Amerika 20. századi társadalmi és politikai válsága valójában egy intellektuális krízis. Bloom úgy vélte, hogy a technikai fejlődés, a szexuális forradalom, illetve a kulturális sokszínűség tananyaggá tétele a klasszikusoktól veszi el a teret, és így bölcsesség és érték nélküli diákok kerülnek ki az iskolapadból. A könyv három részre osztható: az első rész a modern egyetemisták erkölcsi és intellektuális állapotát írja le, a második rész a modern intellektus és relativizmus gyökereit keresi, míg a harmadik rész a diákok, az egyetem és a társadalom közötti kapcsolatot elemzi. Magyarul olvasható Kéri Rita fordításában.

### Platón: Az Állam
Bloom 1968-ban megjelent fordítása és értelmezése jelentősen eltér a korábbi fordításoktól és értelmezésektől. Kiemelendők Bloom nézetei a szókratészi iróniáról, miszerint a filozófus immunis az iróniára, mert képes a tragikusat komikusnak, a komikusat pedig tragikusnak látni, másképpen fogalmazva: a tragikusat könnyen, míg a komikusat komolyan veszi. Bloom értelmezésében a Platón által ábrázolt állam nem egy modell a jövő társadalmának, nem az emberi lélek mintája, hanem egy ironikusan ábrázolt állam, egy példa a filozófia és a potenciális filozófus közötti távolságra. Straussszal egyetértve állítja, hogy az állam nem természetes, hanem ember által alkotott.

### Love and Friendship
A Love and Friendship Bloom utolsó könyve, a kórházban, részlegesen lebénulva diktálta le, és halála után adták ki. Ez a mű a szeretet/szerelem értelmezéseit veszi sorra Stendhal, Jane Austen, Gustave Flaubert és Shakespeare klasszikusain keresztül.

## Főbb művei
- Bloom, Allan, and Harry V. Jaffa. 1964. Shakespeare's Politics. New York: Basic Books
- Bloom, Allan. 1968 (2nd ed 1991). The Republic of Plato. (translated with notes and an interpretive essay). New York: Basic Books
- Bloom, Allan, Charles Butterworth, Christopher Kelly (Edited and translated), and Jean-Jacques Rousseau. 1968. Letter to d’Alembert on the theater in politics and the arts. Ithaca, N.Y.: Cornell University Press; Agora ed.
- Bloom, Allan, and Jean-Jacques Rousseau. 1979. Emile (translator) with introduction. New York: Basic Books
- Alexandre Kojève (Raymond Queneau, Allan Bloom, James H. Nichols). Introduction to the reading of Hegel. Cornell, 1980
- Bloom, Allan. 1987. The Closing of the American Mind. New York: Simon & Schuster. ISBN 5-551-86868-0
- Bloom, Allan, and Steven J. Kautz ed. 1991. Confronting the Constitution: The challenge to Locke, Montesquieu, Jefferson, and the Federalists from Utilitarianism, Historicism, Marxism, Freudism. Washington, DC: American Enterprise Institute for Public Policy Research
- Bloom, Allan. 1991. Giants and Dwarfs: Essays, 1960–1990. New York: Touchstone Books
- Bloom, Allan. 1993. Love and Friendship. New York: Simon & Schuster
- Bloom, Allan. 2000. Shakespeare on Love & Friendship. Chicago: University of Chicago Press
- Plato, Seth Benardete, and Allan Bloom. 2001. Plato's Symposium: A translation by Seth Benardete with commentaries by Allan Bloom and Seth Benardete. Chicago: University of Chicago Press

## Allan Bloom-életrajzok (angol nyelvű)
- Atlas, James. “Chicago’s Grumpy Guru: Best-Selling Professor Allan Bloom and the Chicago Intellectuals.” New York Times Magazine. January 3, 1988.
- "The Constitution in Full Bloom". 1990. Harvard Law Review 104, no. 2 (Dec90): 645.
- Bayles, Martha. 1998. "Body and soul: the musical miseducation of youth." Public Interest, no. 131, Spring 98: 36.
- Beckerman, Michael. 2000. "Ravelstein Knows Everything, Almost". New York Times (May 28, 2000)
- Bellow, Adam. 2005. "Opening the American Mind". National Review 57, no. 23 (12/19/2005): 102.
- Bellow, Saul. 2000. Ravelstein. New York, New York: Penguin
- Butterworth, Charles E., "On Misunderstanding Allan Bloom: The Response to The Closing of the American Mind." Academic Questions 2, no. 4: 56.
- Edington, Robert V. 1990. "Allan Bloom's message to the state universities". Perspectives on Political Science; 19, no. 3.
- Fulford, Robert. "Saul Bellow, Allan Bloom, and Abe Ravelstein." Globe and Mail, November 2, 1999.
- Goldstein, William. “The Story behind the Best Seller: Allan Bloom’s Closing of the American Mind.” Publishers Weekly. July 3, 1987.
- Hook, Sidney. 1989. "Closing of the American Mind: An Intellectual Best Seller Revisited". American Scholar 58, no. Winter: 123.
- Iannone, Carol. 2003. "What's Happened to Liberal Education?". Academic Questions 17, no. 1, 54.
- Jaffa, Harry V. "Humanizing Certitudes and Impoverishing Doubts: A Critique of Closing of the American Mind." Interpretation. 16 Fall 1988.
- Kahan, Jeffrey. 2002. "Shakespeare on Love and Friendship." Women's Studies 31, no. 4, 529.
- Kinzel, Till. 2002. Platonische Kulturkritik in Amerika. Studien zu Allan Blooms The Closing of the American Mind. Berlin: Duncker & Humblot
- Matthews, Fred. "The Attack on 'Historicism': Allan Bloom's Indictment of Contemporary American Historical Scholarship." American Historical Review 95, no. 2, 429.
- Mulcahy, Kevin V. 1989. "Civic Illiteracy and the American Cultural Heritage." Journal of Politics 51, no. 1, 177.
- Nussbaum, Martha. "Undemocratic Vistas," New York Review of Books 34, no.17 (November 5, 1987)
- Orwin, Clifford. "Remembering Allan Bloom." American Scholar 62, no. 3, 423.
- Palmer, Michael, and Thomas Pangle ed. 1995. Political Philosophy and the Human Soul: Essays in Memory of Allan Bloom. Lanham, Maryland: Rowman & Littlefield Pub.
- Rosenberg, Aubrey. 1981. "Translating Rousseau." University of Toronto Quarterly 50, no. 3, 339.
- Schaub, Diana. 1994. "Erotic adventures of the mind." Public Interest, no. 114, 104.
- Sleepr, Jim. 2005. "Allan Bloom and the Conservative Mind". New York Times Book Review (September 4, 2005): 27.
- Wrightson, Katherine M. 1998. "The Professor as Teacher: Allan Bloom, Wayne Booth, and the Tradition of Teaching at the University of Chicago." Innovative Higher Education 23, no. 2, 103.